# Tutto quello che avreste voluto sapere sul sesso* *ma non avete mai osato chiedere (libro)
Tutto quello che avreste voluto sapere sul sesso* *ma non avete mai osato chiedere (Everything You Always Wanted to Know About Sex* *but Were Afraid to Ask) è un libro del sessuologo americano David Reuben scritto nel 1969, divulgativo e introduttivo sul tema della sessualità, divenuto un best seller. Il libro è anche alla base del film omonimo di Woody Allen.

## Contenuti
Reuben tratta 15 argomenti intorno alla sessualità scrivendo in prima persona e con una formula abbastanza insolita, ovvero quella della domanda e risposta, come prendesse parte ad un'intervista. Ogni domanda prende spunto dalla risposta precedente, fino ad esaurire l'intero argomento. Le domande sono tutte quelle possibili, e comprendono anche quelle più insolite ed inconfessabili. 
Seppure poco approfondito e su alcune tematiche datato il fine è quello di spiegare al lettore questo poco conosciuto argomento e soprattutto educarlo, superando i normali tabù dettati dalla cultura corrente, cercando soprattutto di fornire la propria visione di liceità, discriminando comportamenti normali - includendo pratiche sessuali e preliminari considerate a lungo illecite, immorali - da quelli deviati, come sadomasochismo e feticismo.
Riguardo l'omosessualità, Reuben è ancorato alla visione tradizionale psicopatologica annoverandola dunque tra i comportamenti devianti sebbene minori. Di origine nevrotica indurrebbe il soggetto a rifuggire dall'altro sesso ripiegando sul proprio. Citando episodi grotteschi ed elencando un colorito glossario gergale, l'autore insiste su un aspetto disordinato della vita di alcuni omosessuali, secondo lui apportato da questo tipo di "disagio", ovviabile attraverso la psicoterapia, sanando il "paziente" come "felice eterosessuale".

## Capitoli
- Ringraziamenti
- Lettera aperta ai miei colleghi medici
- Lettera aperta ai miei lettori
- Per favore, leggete qui!
- 1. Oltre gli eufemismi di un tempo
- 2. Gli organi sessuali maschili
- 3. Gli organi sessuali femminili
- 4. Il rapporto sessuale
- 5. Gli afrodisiaci
- 6. L'impotenza
- 7. La frigidità
- 8. L'omosessualità
- 9. La masturbazione
- 10. Le perversioni sessuali
- 11. La prostituzione
- 12. Il controllo delle nascite
- 13. L'aborto
- 14. Le malattie a trasmissione sessuale
- 15. La menopausa
- 16. Il sesso settembrino
- Indice analitico